# Параселски острови
Параселските острови, също Парацелски острови, Сиша, Сишацюндао са група от 130 малки коралови острови и рифове с обща площ 7,8 km² в северната част на Южнокитайско море. Притежанието им е обект на спор между Китайската народна република и Виетнам. На 19 януари 1974 година КНР след кратка война с тогавашния Южен Виетнам завзема контролираната от него западна половина от архипелага. Претенции към архипелага предявява и Република Китай (Тайван).
Архипелагът се простира в район с размери 250 на 100 km, разположен на около 180 km югоизточно от китайския о. Хайнан и на около 350 km източно от Виетнам. Включва над 30 острова, най-големите от които са Горист (2,1 km²), Линкълн (1,6 km²), Тритон (1,2 km²). На островите растат кокосови палми и има залежи на гуано. Водите около островите са богати на риба, а шелфът – на значителни запаси от нефт. Извършва се добив на корали, перли, трепанги и др. С изключение на малки военни гарнизони островите нямат постоянно население.